# Benedict Arnold
Benedict Arnold  (n. 14 ianuarie 1741, Norwich, Connecticut, SUA – d. 14 iunie 1801, Londra, Regatul Unit) a fost inițial un rebel din Cele treisprezece colonii de pe coasta de est nord-americană, care a devenit ulterior general în Armata Continentală. El a trecut apoi de partea englezilor, fiind considerat un trădător în Statele Unite.

## Date biografice
Benedict Arnold a fost un om impulsiv care era înzestrat cu un curaj deosebit și o forță fizică considerabilă. În anul 1767 s-a căsătorit cu Margaret Mansfield, cu care a avut trei fii, ea murind în anul 1775. Arnold a luptat cu succes în Războiul de independență al Statelor Unite ale Americii  (1775–1783), ajungând la gradul de general de brigadă și având relații de prietenie cu George Washington. În campania militară contra Canadei din anul 1775 a avut câteva succese, dar a fost rănit în decembrie, la Bătălia de la Québec, ceea ce îl obligă să se retragă. Datorită caracterului său nestăpânit a avut o serie de greutăți cu alți ofițeri sau cu superiorii săi. În Bătălia de la Saratoga din anul 1777, generalul Horatio Gates a preluat de la Benedict Arnold conducerea trupelor. Cu toate acestea, în anul 1778, George Washington l-a însărcinat din nou cu comanda trupelor americane. În această perioadă Arnold, rămas văduv, a luat parte la distracțiile societății americane, iar la vârsta de 39 de ani s-a căsătorit cu Margaret Shippen, care avea 19 ani și era loială englezilor. Înglodat în datorii, și-a pierdut prestigiul în armată, fiind amenințat de Congresul american cu tribunalul militar de război. Prin anul 1781 a obținut comanda asupra Fortului West Point (New York) și a început să ducă tratative secrete cu comandantul armatei britanice Henry Clinton, de a preda fortul împreună cu 3.000 de soldați pentru suma de 20.000 £ ($1.000.000). Planurile sale fiind descoperite, a dezertat și a luptat de partea englezilor, fără însă a primi de la aceștia o funcție de comandă. În anul 1782 a emigrat împreună cu soția în Anglia, la Londra. În SUA, numele de „Benedict Arnold” este socotit ca sinonimul unui trădător viclean, iar la botezuri prenumele său este foarte rar folosit.